# راس پاول
راس پاول (انگلیسی: Russ Powell؛ ‏ ۱۶ سپتامبر ۱۸۷۵ – ۲۸ نوامبر ۱۹۵۰) بازیگر اهل ایالات متحده آمریکا بود.
از فیلم‌هایی که وی در آن نقش داشته‌است، می‌توان به آسیاب سرخ، پسر فرانکشتاین، استلا دالاس، یک روز در مسابقه، شبی در اپرا، مهمان ناخوانده، آوای وحش، فرودگاه مرکزی، کنت مونت کریستو، کینگ کونگ، بانو و آقا، گناه مادلن کلوده، دشمن مردم، مسیر بزرگ، کازاک، گوژپشت نتردام، گوژپشت نتردام، سه تفنگدار و همشهری کین اشاره کرد.